# Aganippe bancrofti
Aganippe bancrofti är en spindelart som först beskrevs av William Joseph Rainbow 1914.  Aganippe bancrofti ingår i släktet Aganippe och familjen Idiopidae.
Artens utbredningsområde är Queensland. Inga underarter finns listade i Catalogue of Life.